# Russell J. Waters

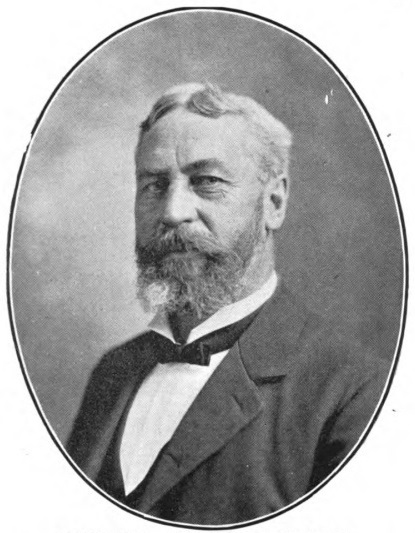
Russell J. Waters

Russell Judson Waters (* 6. Juni 1843 in Halifax, Vermont; † 25. September 1911 in Los Angeles, Kalifornien) war ein US-amerikanischer Politiker. Zwischen 1899 und 1901 vertrat er den Bundesstaat Kalifornien im US-Repräsentantenhaus.

## Werdegang
Im Jahr 1846 zog Russell Waters mit seinen Eltern in das Franklin County in Massachusetts, wo er später die öffentlichen Schulen besuchte. Danach absolvierte er in Shelburne Falls eine Lehre als Maschinist. Danach unterrichtete er in Charlemont Center als Lehrer. Außerdem studierte er am Franklin Institute Latein und Mathematik. Diese Fächer unterrichtete er später selbst an dieser Schule. Seit 1867 war er in Chicago ansässig. Nach einem Jurastudium und seiner 1868 erfolgten Zulassung als Rechtsanwalt begann er dort in seinem neuen Beruf zu arbeiten. 1886 zog Waters nach Redlands in Kalifornien, wo er als Jurist arbeitete. Im Jahr 1888 war er juristischer Vertreter dieser Stadt. Seit 1894 lebte Waters in Los Angeles. Dort wurde er Präsident der Pasadena Consolidated Gas Co. und Schatzmeister der örtlichen Handelskammer. Waters stieg unter anderem auch in das Bankgewerbe ein und wurde Vizepräsident der Citizen’s Bank. Überdies war er in verschiedenen anderen Branchen engagiert.
Politisch schloss er sich der Republikanischen Partei an. Bei den Kongresswahlen des Jahres 1898 wurde Waters im sechsten Wahlbezirk von Kalifornien in das US-Repräsentantenhaus in Washington, D.C. gewählt, wo er am 4. März 1899 die Nachfolge von Charles A. Barlow antrat. Da er im Jahr 1900 auf eine erneute Kandidatur verzichtete, konnte er bis zum 3. März 1901 nur eine Legislaturperiode im Kongress absolvieren. Nach dem Ende seiner Zeit im US-Repräsentantenhaus wurde Waters Präsident der Citizen‘s National Bank in Los Angeles. Zwischen 1903 und 1911 war er auch Präsident der California Cattle Co. Seit 1910 leitete er zudem die San Jacinto Water Co. Er starb am 25. September 1911 in Los Angeles.